# Vana Tallinn

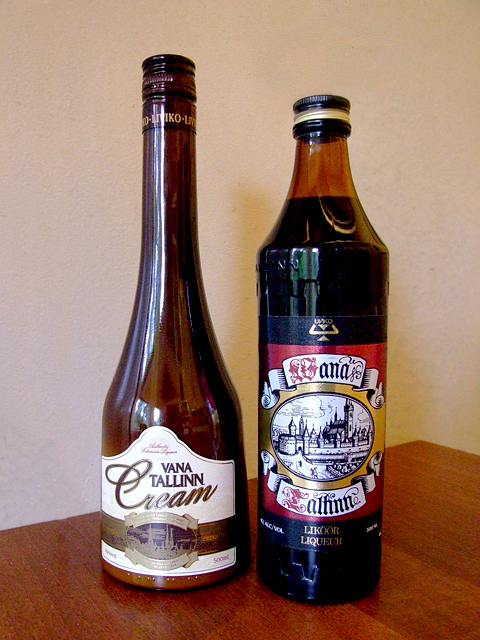
Vana Tallinn

Vana Tallinn (Alt-Tallinn) ist ein starker estnischer Likör.
Der Likör ist von dunkelbrauner Farbe. Sein Geschmack wird von Vanille-Auszügen, Zimt, Zitrus-Ölen und mildem Rum bestimmt. Er wird hauptsächlich zum und im Kaffee genossen, findet aber auch als Pralinenfüllung Verwendung. Auch als Schuss im Glühwein wird er vereinzelt auf einigen Weihnachtsmärkten in estnischem Glühwein angeboten.
Hersteller ist die Fa. AS Liviko in Tallinn, deren Namen von Tallinna Likööri- ja Viinatehas (Tallinner Likör- und Wodkafabrik) stammt und die auf eine wechselvolle, mehr als hundertjährige Geschichte zurückblicken kann.
Der Likör wird mit 40, 45 und 50 % vol. Alkohol vertrieben, daneben gibt es einen Sahnelikör Vana Tallinn Kooreliköör mit 16 % vol.